# Conoscersi in una situazione di difficoltà
Conoscersi in una situazione di difficoltà è un singolo del cantautore italiano Giovanni Truppi, pubblicato il 17 gennaio 2020 come secondo estratto dall'EP 5.
Il brano era stato incluso nell'album Poesia e civiltà, ma la versione presente in 5 vede la partecipazione del cantante Niccolò Fabi.

## Video musicale
Il video musicale del brano, scritto e diretto da Marco Pellegrino, è stato pubblicato il 24 gennaio 2020 sul canale YouTube del cantautore.

## Tracce
1. Conoscersi in una situazione di difficoltà (feat. Niccolò Fabi) – 4:05